# Abdul Hasan Asaf Khan

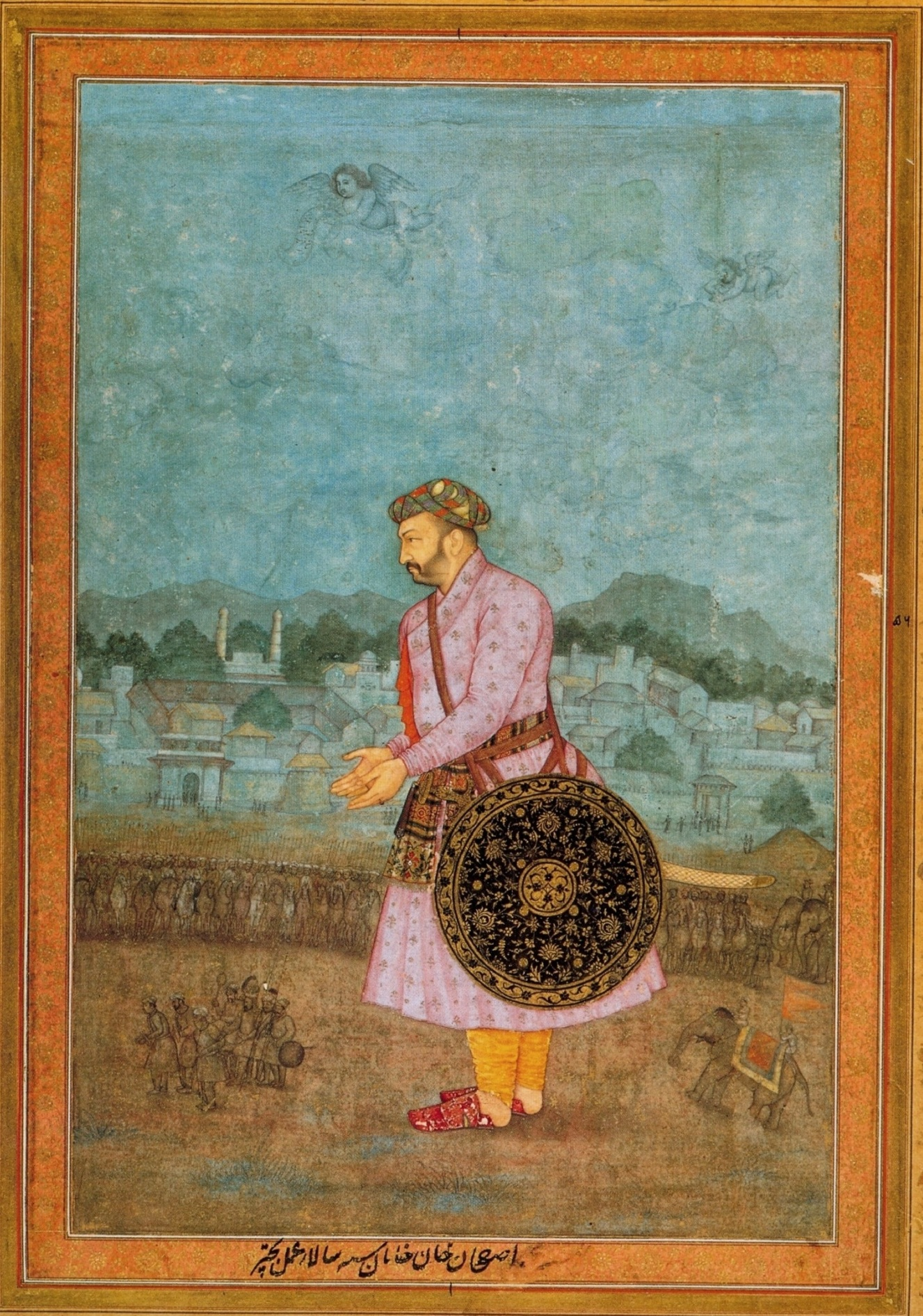
Asaf Khan

Abdul Hasan Asaf Khan was een edelman uit het Mogolrijk. Hij was de zoon van Mirza Ghiyath Beg, de vizier van Mogolheerser Jahangir. Zijn jongere zus Nur Jahan was echtgenote en medeheerseres van Jahangir. Asaf Khans dochter Mumtaz Mahal was getrouwd met Khurram, de latere Shah Jahan. Deze bouwde de Taj Mahal als laatste rustplaats voor zijn favoriete vrouw.
In 1625 werd Asaf Khan benoemd tot gouverneur van Lahore. Bij de dood van Jahangir in 1627 greep Asaf Khan met zijn leger de macht in Agra, de hoofdstad van het Mogolrijk, om zijn schoonzoon Shah Jahan op de troon te helpen. Hij keerde zich daarbij tegen zijn zus Nur Jahan, die een andere zoon van Jahangir steunde. Asaf Khan zette Nur Jahan gevangen totdat Shah Jahan arriveerde. 
Asaf Khan overleed op 12 juni 1641, en werd bijgezet in een mausoleum bij Lahore.

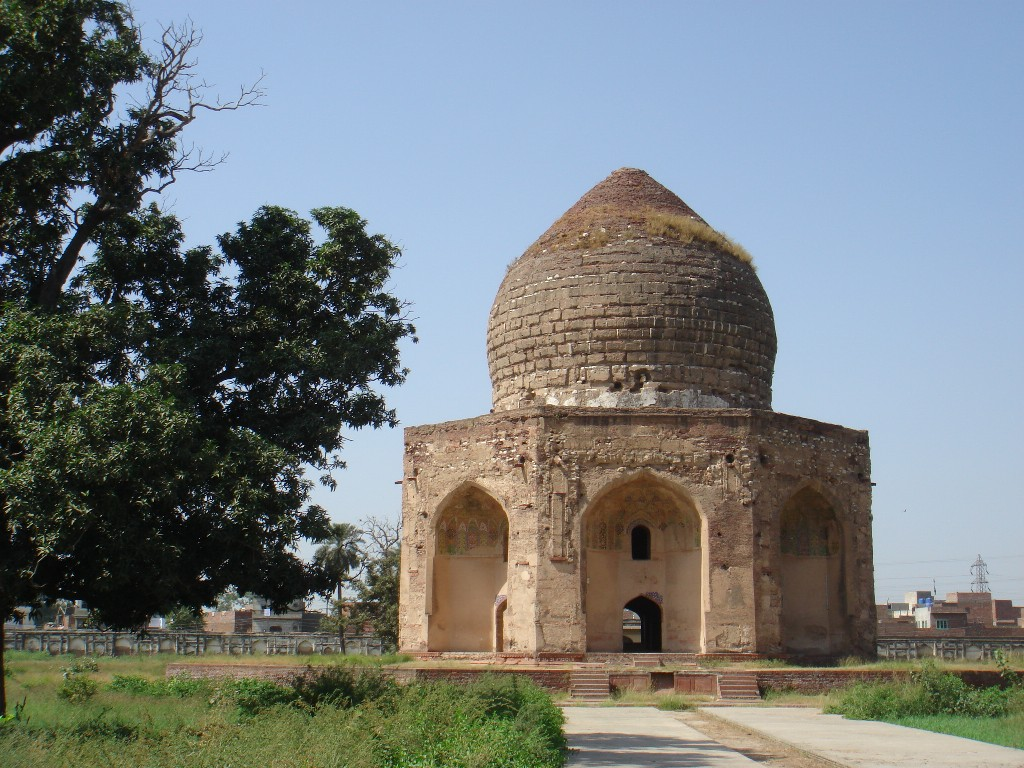
Mausoleum van Asaf Khan